# Veprius acroterius
Veprius acroterius är en tvåvingeart som först beskrevs av Philip 1958.  Veprius acroterius ingår i släktet Veprius och familjen bromsar. Inga underarter finns listade i Catalogue of Life.